# Quatuor Carl Nielsen
Le Quatuor Carl Nielsen (Carl Nielsen Kvartetten en danois) est un quatuor à cordes danois fondé en 1963.

## Historique
Le Quatuor Carl Nielsen, dont le nom rend hommage au compositeur danois Carl Nielsen, auteur de plusieurs quatuors à cordes, est fondé par des musiciens de l'Orchestre symphonique d'Odense en 1963,.
Les membres fondateurs sont Peder Elbæk au premier violon, Jørgen Larsen au second violon, Verner Skovlund à l'alto et Folmer Bisgaard au violoncelle.
Le répertoire de prédilection de l'ensemble est constitué d’œuvres des périodes classiques et romantiques, des quatuors de Carl Nielsen, enregistrés par la formation pour le label Deutsche Grammophon, et de commandes passées auprès de compositeurs contemporains.

## Membres
Les membres du quatuor étaient :
- premier violon : Peter Elbæk ;
- second violon : Jørgen Larsen ;
- alto : Verner Skovlund ;
- violoncelle : Folmer Bisgaard (1963-1978), Svend Winsløv (à partir de 1978).